# Кучук-Ламбат
Кучук-Ламбат (укр. Кучук-Ламбат, крымскотат. Küçük Lambat, Кучюк Ламбат) — исчезнувшее село в городском округе Алушта Республики Крым (согласно административно-территориальному делению Украины — Алуштинского горсовета Автономной Республики Крым), располагавшееся на месте современного посёлка Утёс.

## История
Русский писатель и путешественник XIX века Евгений Марков в книге «Очерки Крыма» писал:
…два Ламбата, в которых археологи узнают древнегреческую колонию Лампас, единственную исторически известную колонию собственно на Южном берегу. О ней, как говорят исследователи крымских древностей, ещё в 90 г. до Р. Х. упоминает греческий писатель Скимн.

### Время от Византии до Порты
В наше время также существует мнение, что Кучук-Ламбат упоминается, как Скимна в перипле Понта Евксинского Арриана и существовало уже на рубеже эр: факт также подтверждается отдельными находкам керамики первых веков в парке и на застроенной территории посёлка Утёс. Также имеется сообщение сообщение о находке в XIX веке в размывах на берегу капители храма VI—VII века ещё во времена Древнего Рима. Известно, что эти места входили в раннее средневековье в Готскую епархию — здесь разворачивались события знаменитого восстания Иоанна Готского. Известно о существовании у села остатков двух феодальных замков: севернее, на холме Малый Ай-Тодор — Ай-Тодор II и на мысе Плака одноимённое укрепление — обе XIII—XV века — видимо, укрепления относились к обеим современным Ламбатам. По договору Генуи с Элиас-Беем Солхатским 1381 года «гористая южная часть Крыма к северо-востоку от Балаклавы», с её поселениями и народом, который суть христиане, полностью перешла во владение генуэзцев. Согласно акту «по делу Херсонского епископа…» 1390 года Лампадо входил в округ Кинсанус Херсонской епархии. Было образовано Капитанство Готия, куда входил и Кучук-Ламбат. После завоевания генуэзских владений османами в 1475 году входил в Мангупский кадылык Кефинского эялета империи. В материалах переписей Кефинского санджака, на 1520 год вместе Ламбад-и-Бюзюрг и Ламбад-и-Кючюк с 75 христианскими семьями из них 2 «овдовевших» (потерявших мужчину-кормильца) и всего 2 мусульманскими административно были приписаны к Инкирману. На 1542 год мусульманских семей — 3, христианских — 67 (из них 7 «овдовевших») и 34 взрослых холостых мужчин; по сведениям за тот год виноградарство давало 24 % налоговых поступлений селения. В XVII веке на южном побережье Крыма начинает распространяться ислам. По налоговым ведомостям 1634 года в селении числилось 24 двора немусульман, из них недавно прибывшие из Партенита 1 двор. Выселились жители 11 дворов: в Айан — 6, в Кучук-Узень — 2, в Бешев, Коуш и Шума — по 1 двору. Селение, как Ланбат зир, встречается в Джизйе дефтера Лива-и Кефе (Османских налоговых ведомостях) 1652 года, где перечислены христиане-налогоплательщики Кефинского эялета, в котором записан 21 глава семьи. Документальное упоминание селения встречается в «Османском реестре земельных владений Южного Крыма 1680-х годов», согласно которому в 1686 году (1097 год хиджры) Ланбад Сагир входил в Мангупский кадылык эялета Кефе. Всего упомянуты 24 землевладельца (16 иноверцев и 8 мусульман), владевших 630-ю дёнюмами земли. После обретения ханством независимости по Кючук-Кайнарджийскому мирному договору 1774 года «повелительным актом» Шагин-Гирея 1775 года селение было включено в Крымское ханство в состав Бакчи-сарайского каймаканства Мангупскаго кадылыка, что зафиксировано (как Ламбат) и в Камеральном Описании Крыма… 1784 год. В эти годы состоялось выселение в Приазовье крымских христиан — греков и армян. По ведомости о выведенных из Крыма в Приазовье христианах" А. В. Суворова от 18 сентября 1778 года, из Малого Ломбата было выведено 75 греков — 37 мужчин и 38 женщины, а также священников — 7 мужчин и 8 женщин, а в ведомости митрополита Игнатия Кучук Лампад записан, но без указания количества выведенных людей. По другим данным выведено 17 семей (также 75 человек). По ведомости генерал-поручика О. А. Игельстрома от 14 декабря 1783 года после выхода христиан пустовало 17 домов из них «1 продан ханом, 13 целых и 3 разореных». Согласно «Ведомости… какие христианские деревни и полных дворов. И как в оных… какие церкви служащие, или разорённые. …какое число священников было…» от 14 декабря 1783 года в селе Малая Лампада числилось 20 дворов и церковь св. Георгия 4 священника. В Государственном архиве Крыма хранится ведомость № 31 с описью оставленного выселенными из Кучук-Ламбата христианами имущества, в которой числится 17 хозяев и 21 жилище (3 дома было у Анастасия, по два — у Сагир Василия и Яния). За жителями Кучук-Ламбата числились 13 «магазейнов» (от крымскотат. магъаз — подвал), 6 кладовых и 3 амбара, 36,5 садовых, 7 бахчевых, 18,5 сенокосных участков, всего 58,2185 гектара; в среднем на одну семью приходилось 3,43 гектара пахотной земли. Наиболее состоятельными жителями были: Бахтер — имел 6,9465 гектара пашни, 1 дом, «магазейн», 2 сада, 2 луга; Сары Тодур — дом, «магазейн», кладовая, сад, 6 лугов, 5,3115 гектара земли и Парачов, у которого были дом, «магазейн», 3 сада и 4,9035 гектара пашни. Бедным считается Калыон, имевший 1 дом, большой сад, луг и 1,635 гектара пахотной земли. В ведомости «при бывшем Шагин Герее хане сочиненная на татарском языке о вышедших християн из разных деревень и об оставшихся их имениях в точном ведении его Шагин Герея» и переведённой 1785 году, содержится список 17 жителей-домовладельцев деревни Кучук Ламбат, с подробным перечнем имущества и земельных владений. У 2 числилось по 2 дома, у некоего Анастаса числились 3 дома. Почти у всех были кладовые и «магазейны» (от крымскотат. магъаз — подвал), у некоторых — амбары. Из земельных владений у всех перечислены сады, льняные поля, пашни (засевы) и луга (сенокосы), троим принадлежали части лесу, у троих записаны бахчи. Также содержится приписка, что «В сей деревне Беюк Ламбат деревни жители имеют нижеписанное имение» с именами четверых владельцев земельных участков (с подробным описанием).

### Российская империя
После присоединения Крыма к России 8 (19) апреля 1783 года, (8) 19 февраля 1784 года, именным указом Екатерины II сенату, на территории бывшего Крымского Ханства была образована Таврическая область и деревня была приписана к Симферопольскому уезду. В 1787 году Екатерина II дарит эти земли австрийскому фельдмаршалу, принцу Шарлю Жозефу Де Линю, который вскоре продаёт имение казне. Перед Русско-турецкой войной 1787—1791 годов производилось выселение крымских татар из прибрежных селений во внутренние районы полуострова. В конце 1787 года из Кучук-Ламбата были выведены все жители — 137 душ. В конце войны, 14 августа 1791 года всем было разрешено вернуться на место прежнего жительства. После Павловских реформ, с 1796 по 1802 год, входила в Акмечетский уезд Новороссийской губернии. По новому административному делению, после создания 8 (20) октября 1802 года Таврической губернии, Биюк-Ламбат был включён в состав Алуштинской волости Симферопольского уезда.

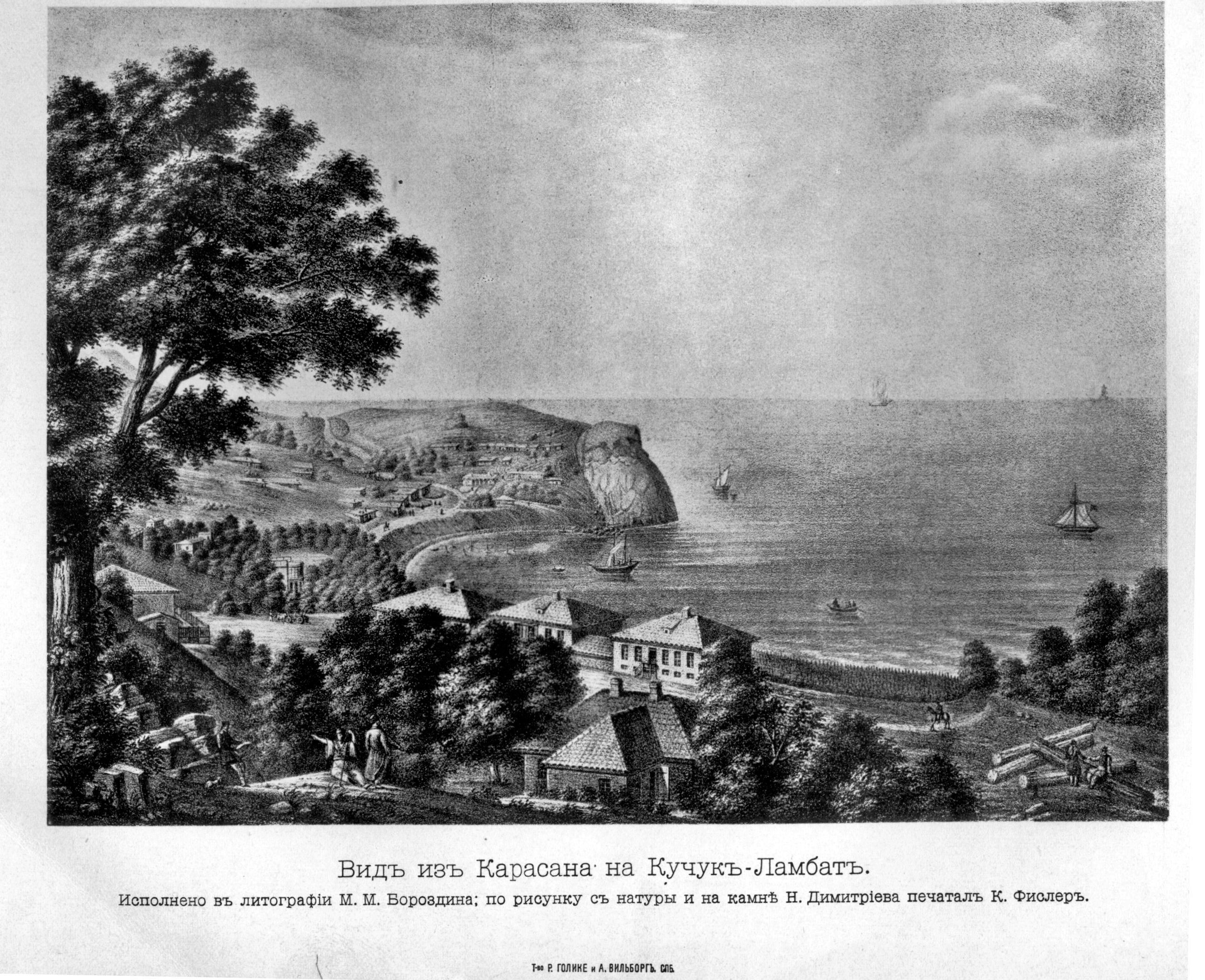
Вид на Кучук-Ламбат из Карасана. 1830-е годы
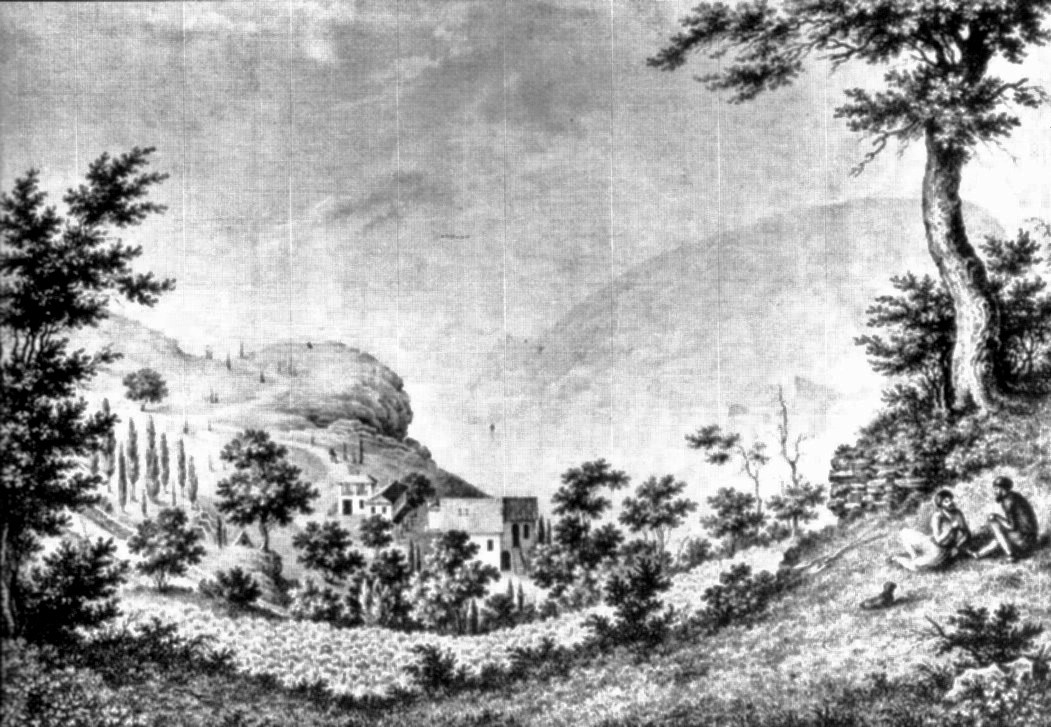
Фёдор Гросс. «Кучук-Ламбат», 1830-е

По Ведомости о числе селений, названиях оных, в них дворов… состоящих в Симферопольском уезде от 14 октября 1805 года, в деревне Кучук-Ламбат числился 21 двор и 129 жителей, исключительно крымских татар. В 1813 году новым владельцем Кучук-Ламбата и Биюк-Ламбата стал генерал-лейтенант, сенатор, Таврический гражданский губернатор Андрей Михайлович Бороздин. Главный дом имения, на пологом склоне мыса Плака, был построен около 1814 года Имение включало 640 десятин земли и 80 десятин Алуштинской лесной дачи.
 На военно-топографической карте генерал-майора Мухина 1817 года деревня обозначена с 16 дворами. После реформы волостного деления 1829 года Дергерменкой, согласно «Ведомости о казённых волостях Таврической губернии 1829 года» остался в составе Алуштинской волости. Именным указом Николая I от 23 марта (по старому стилю) 1838 года, 15 апреля был образован новый Ялтинский уезд и некоторые селения южнобережной части Алуштинской волости передали в его состав, в Алуштинскую волость, куда приписали и Кучук-Ламбат. В 1834 году Шарль Монтандон, в своём «Путеводителе путешественника по Крыму, украшенный картами, планами, видами и виньетами и предваренный введением о разных способах переезда из Одессы в Крым», писал о селении
Население Кучук-Лампата, обычного места жительства г-на генерала Бороздина — помещика, которому это место обязано всеми украшениями, — состоит из татар, занятых земледелием и каботажем, и довольно большого числа русских, в основном ремесленников
 На карте 1836 года в деревне 15 дворов (там же, чуть выше от берега, обозначен Еникой с 1 двором), а на карте 1842 года Кучук-Ламбат обозначен условным знаком «малая деревня», то есть, менее 5 дворов.
В 1860-х годах, после земской реформы Александра II, деревня осталась в составе Алуштинской волости. Согласно «Списку населённых мест Таврической губернии по сведениям 1864 года», составленному по результатам VIII ревизии 1864 года, Кучук-Ламбат — казённая татарская деревня, с 25 дворами, 277 жителями и магометанским молитвенным домом при речкѣ Узен-Башѣ. На трёхверстовой карте Шуберта 1865—1876 года в деревне обозначено 23 двора. По «Памятной книге Таврической губернии 1889 года», по результатам Х ревизии 1887 года, в деревне Дегерменкой числилось 54 двора и 271 житель. На 1886 год в деревне, согласно справочнику «Волости и важнѣйшія селенія Европейской Россіи», проживал 91 человек в 15 домохозяйствах, действовала мечеть, имелись недостроенные православная церковь и часовня. По «…Памятной книжке Таврической губернии на 1892 год» в деревне Кучук-Ламбат, входившей в Биюк-Ламбатское сельское общество, числилось 308 жителей в 41 домохозяйстве. На верстовой карте 1890 года в деревне обозначено 19 дворов.
После земской реформы 1890-х годов, которая в Ялтинском уезде прошла после 1892 года деревня осталась в составе преобразованной Алуштинской волости. По «…Памятной книжке Таврической губернии на 1902 год» в деревне Кучук-Ламбат, входившей в Биюк-Ламбатское сельское общество, числилось 375 жителей в 46 домохозяйствах. К концу XIX века имением Кучук-Ламбат владела княгиня Гагарина, вдова Александра Гагарина. В 1902 году по её заказу архитектор Краснов начал строительство дворца, домовой церкви и винных подвалов (закончено в 1907 году). По Статистическому справочнику Таврической губернии. Ч.II-я. Статистический очерк, выпуск восьмой Ялтинский уезд, 1915 год, в деревне Кучук-Ламбат Алуштинской волости Ялтинского уезда числился 138 дворов (130 дворов с землёй, 8 — безземельные) с населением без указания национальностей в количестве 427 человек приписных жителей и 97 — «посторонних», из которых 311 мужчин и 213 женщин. Жители владели 125 десятинами удобной земли. В хозяйствах имелось 23 лошадей, 32 волов, 26 коров и 250 голов овец, свиней, или коз.

### Новое время
После установления в Крыму Советской власти, по постановлению Крымревкома от 8 января 1921 года была упразднена волостная система и село включили в состав нового Алуштинского района. Декретом ВЦИК от 4 сентября 1924 года Алуштинский район был упразднён и Биюк-Ламбат присоединили к Ялтинскому. Согласно Списку населённых пунктов Крымской АССР по Всесоюзной переписи 17 декабря 1926 года, в селе Кучук-Ламбат, центре Кучук-Ламбатского сельсовета Ялтинского района, числилось 154 двора, из них 152 крестьянских, население составляло 710 человек, из них 479 татар, 119 греков, 92 русских, 9 украинцев, 1 белорус, действовали татарская и греческая школы. На 1928 год, согласно Атласу СССР 1928 года, село входило в Карасубазарский район. Постановлением ВЦИК от 30 октября 1930 года был образован Алуштинский татарский национальный район (по другим данным — в 1937 году) и село включили в его состав. По данным всесоюзной переписи населения 1939 года в селе проживало 557 человек.
В 1944 году, после освобождения Крыма от фашистов, согласно постановлению ГКО № 5859 от 11 мая 1944 года, 18 мая крымские татары были депортированы в Среднюю Азию: на 15 мая 1944 года подлежало выселению 124 семьи крымских татар, всего 410 жителей, из них мужчин — 56, женщин 161, детей — 193 человека. 18 мая 1944 года было выселено 124 семьи татар, всего 416 человек; было принято на учёт 75 домов спецпереселенцев. 27 июня того же года, по Постановлению ГКО № 5984 от 2 июня 1944 года, крымские греки были депортированы в Среднюю Азию и на Урал. Указом Президиума Верховного Совета РСФСР от 21 августа 1945 года Кучук-Ламбат был переименован в Кипарисное и Кучук-Ламбатский сельсовет — в Кипарисовский (совсем другое село в нескольких километрах), а на месте опустевшего после войны и депортаций Кучук-Ламбата впоследствии был образован посёлок Уютное, переименованный затем в Утёс.

### Динамика численности населения
| - 1787 год — 137 чел. - 1805 год — 129 чел. - 1864 год — 866 чел. - 1886 год — 91 чел. - 1889 год — 271 чел. | - 1892 год — 308 чел. - 1902 год — 375 чел. - 1915 год — 427/97 чел. - 1926 год — 710 чел. - 1939 год — 557 чел. |